# Comerç just
El comerç just és una forma alternativa de comerç que té com a objectiu canviar les relacions comercials entre els països rics industrialitzats (els consumidors) i els països en via de desenvolupament (els productors). La xarxa de comerç just està formada per associacions, ONG's, cooperatives, empreses, artesans… i es basa en les normes següents:
- Assegurar als treballadors uns doblers justos per la feina que fan.
- No acceptar que els nens facin feina, rebuig a l'explotació infantil.
- Igualtat entre homes i dones.
- Afavorir la realització de projectes de desenvolupament solidari en benefici de la comunitat.
- Ser respectuosos amb el medi ambient.
- No privilegiar els cultius d'exportació en perjudici dels cultius de consum local necessaris per a la població.
- Estructures democràtiques.

Segons Intermón Oxfam, per cada paquet de cafè d'una marca convencional venut a un preu de 1,95 € en preus de 2010, el productor de cafè a Etiòpia guanya uns 19 cèntims d'euro. Quan aquest mateix paquet és de comerç just, el productor guanya 48 cèntims i, a més a més, es beneficia de dividends, primes socials, formació i crèdits.

## Història
Les primeres organitzacions de comerç just neixen a meitat dels anys seixanta del segle xx amb les primeres organitzacions a Bèlgica i als Països Baixos. En els anys setanta aquests primers grups es van seguir desenvolupant al mateix temps que venien productes elaborats pels camperols i artesans dels països del sud denunciaven les injustícies del model comercial internacional. Als anys vuitanta es consoliden les organitzacions importadores i augmenten les botigues de comerç just com a canal habitual de distribució. L'any 1989 es va crear la Federació Internacional de Comerç Alternatiu (IFAT) amb la voluntat de reunir a organitzacions del nord i grups productors del Sud sota una mateixa coordinadora. Als anys noranta la pràctica del comerç just es va estendre i es va configurar com un moviment que integra ONG, botigues, importadores i distribuïdores. N'és un exemple la xarxa d'Intermón Oxfam, amb més de trenta botigues a Espanya.